# アンディ・フェアウェザー・ロウ
アンディ・フェアウェザー・ロウ（Andy Fairweather Low, 1946年8月2日 - ）はイギリス・ウェールズ出身のギタリスト。代表曲は、全英12位を記録したベッシー・スミスのカバー曲「Gin House Blues」。
エコーを効かせたフィンガー・ピッキングでの独特な演奏が特徴。

## 概説
1966年にエイメン・コーナー（Amen Corner）のヴォーカリストとしてデビュー。1969年「(If Paradise Is) Half as Nice」が英国でNo.1を獲得した。
1970年、エイメン・コーナーは2つに分裂。フェアウェザー・ロウはデニス・バイロン（ドラムス）、ブルー・ウィーヴァー（オルガン）、クライブ・テイラー（ベース・ギター）、ニール・ジョーンズ（ギター）とフェア・ウェザー（Fair Weather）を結成。彼等は同年、シングル「Natural Sinner」で全英6位を記録したが、アルバムを1枚残して解散。
フェアウェザー・ロウはフェア・ウェザー解散後に引退を表明するが、1974年にカム・バック。ソロ活動を行いながら、ロイ・ウッドやデイヴ・エドモンズ、リチャード・トンプソン、ザ・フー等多くのミュージシャンやバンドのレコーディング・セッションに参加。1983年には、元スモール・フェイセスのロニー・レーンの呼びかけで開催されたARMSコンサートに参加。
1991年からは、エリック・クラプトンのサポート・ギタリストとして抜擢され、ワールド・ツアーやレコーディングに参加。1991年のジョージ・ハリスンとエリック・クラプトンの来日公演でも、独特のフィンガー・ピッキングを披露した。
1993年、ピート・タウンゼントの北アメリカ・ツアーに参加。
1999年から2002年にかけて、元ピンク・フロイドのロジャー・ウォーターズのワールド・ツアーに、ギタリスト及びベーシストとして参加。
現在に至るまで、ギタリストとしてもシンガー・ソング・ライターとしても精力的な活動を続けている。

## ディスコグラフィ

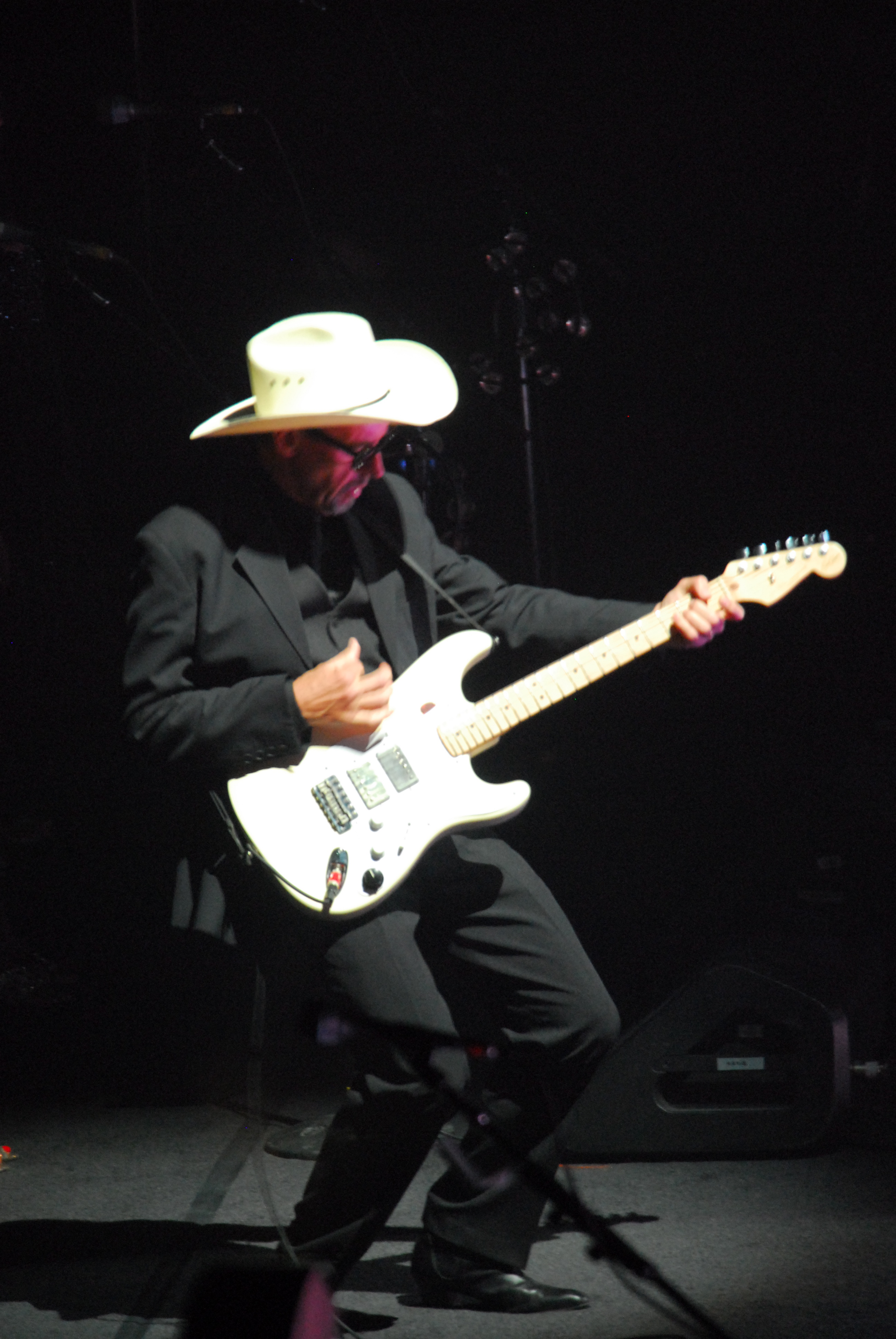

### Amen Corner' Singles （在籍時）
- Gin House Blues (1967年、 全英12位)
- The World of Broken Hearts (1967年、 全英24位)
- Bend Me, Shape Me (1968年、 全英3位)
- High in The Sky (1968年、 全英6位)
- (If Paradise Is) Half as Nice (1969年、 全英1位)
- Hello Susie (1969年、 全英4位)
- Get Back (1969年)

### Amen Corner' Albums （在籍時）
- Round Amen Corner (1968年)
- The National Welsh Coast Live Explosive Company (1969年)
- Farewell To The Real Magnificent Seven (1969年、 ライブ・アルバム）

### Fair Weather' Albums
- Beginning From An End (1970年)

### Solo Albums
- Spider Jiving (1974年)
- La Booga Rooga (1975年)
- Be Bop 'N' Holla (1976年)
- Andy Fairweather Low (1976年)
- Mega Shebang (1980年)
- Sweet Soulful Music (2006年)